# Castello di Rastenfeld
Il castello di Rastenfeld (in tedesco Schloss Rastenfeld) si trova nell'omonima frazione del comune austriaco di Mölbling nel Distretto di Sankt Veit an der Glan appartenente al Land della Carinzia e la sua storia inizia nel XIII secolo.

## Storia

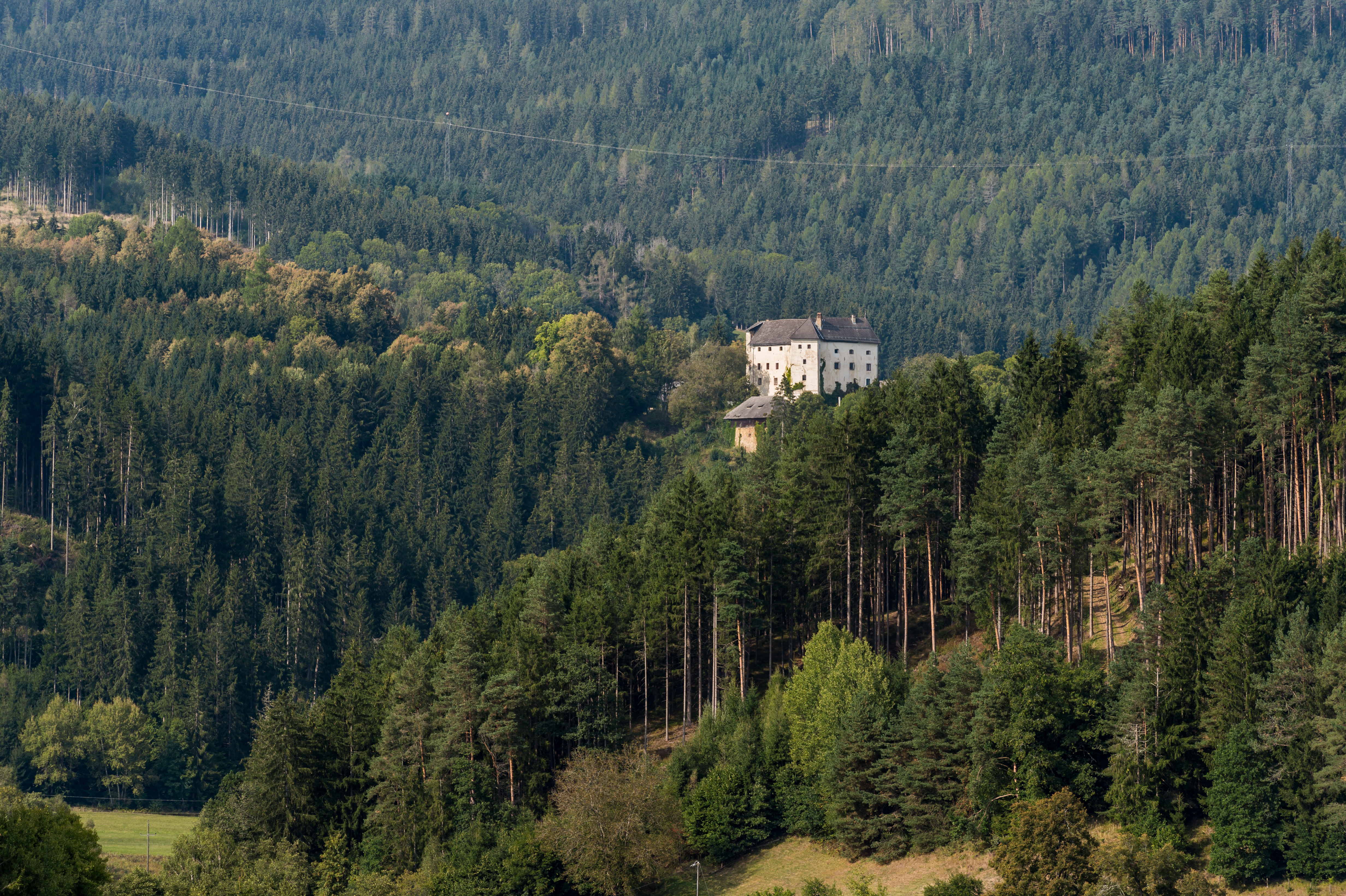
Castello di Rastenfeld

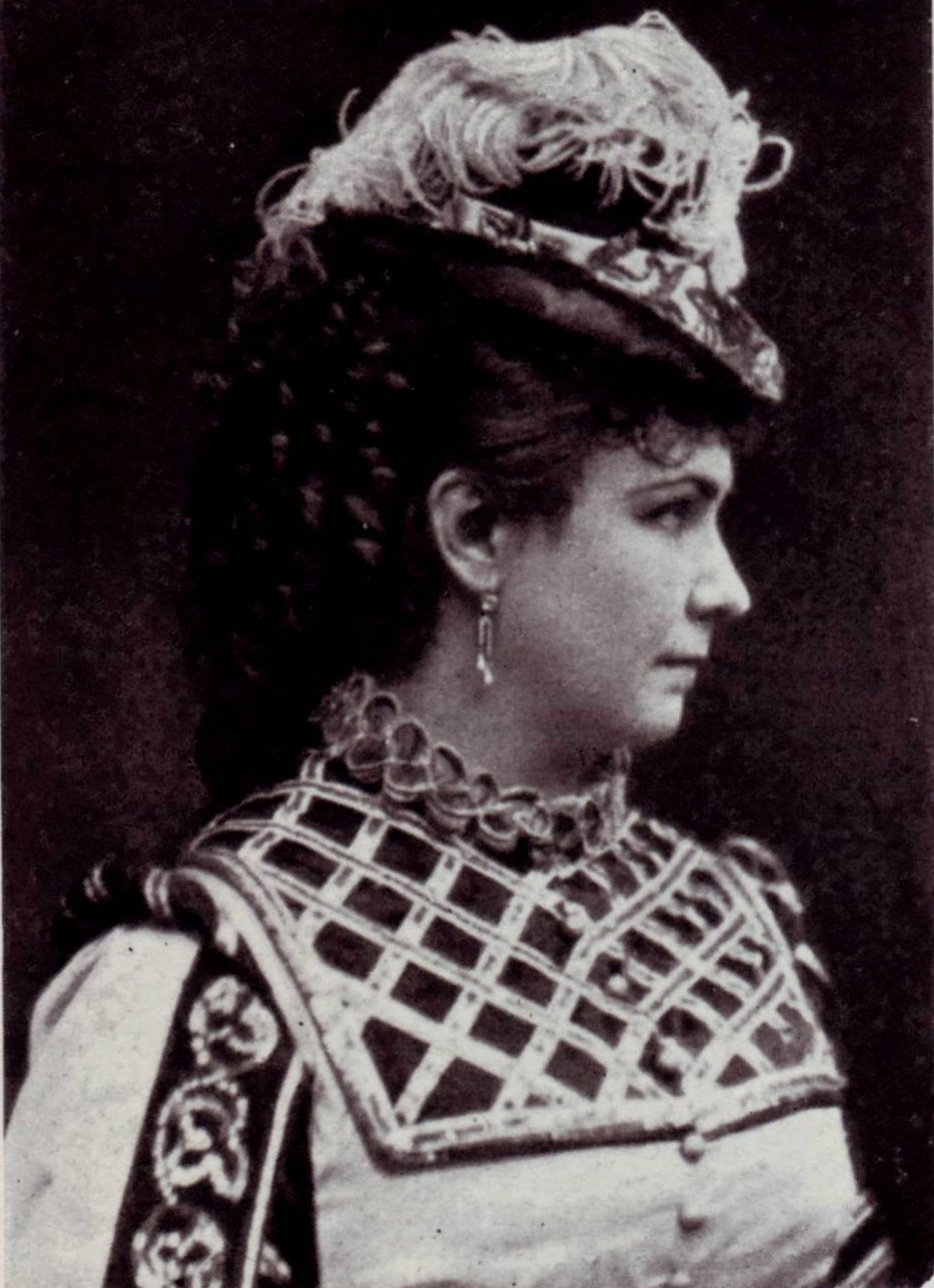
Marie Geistinger

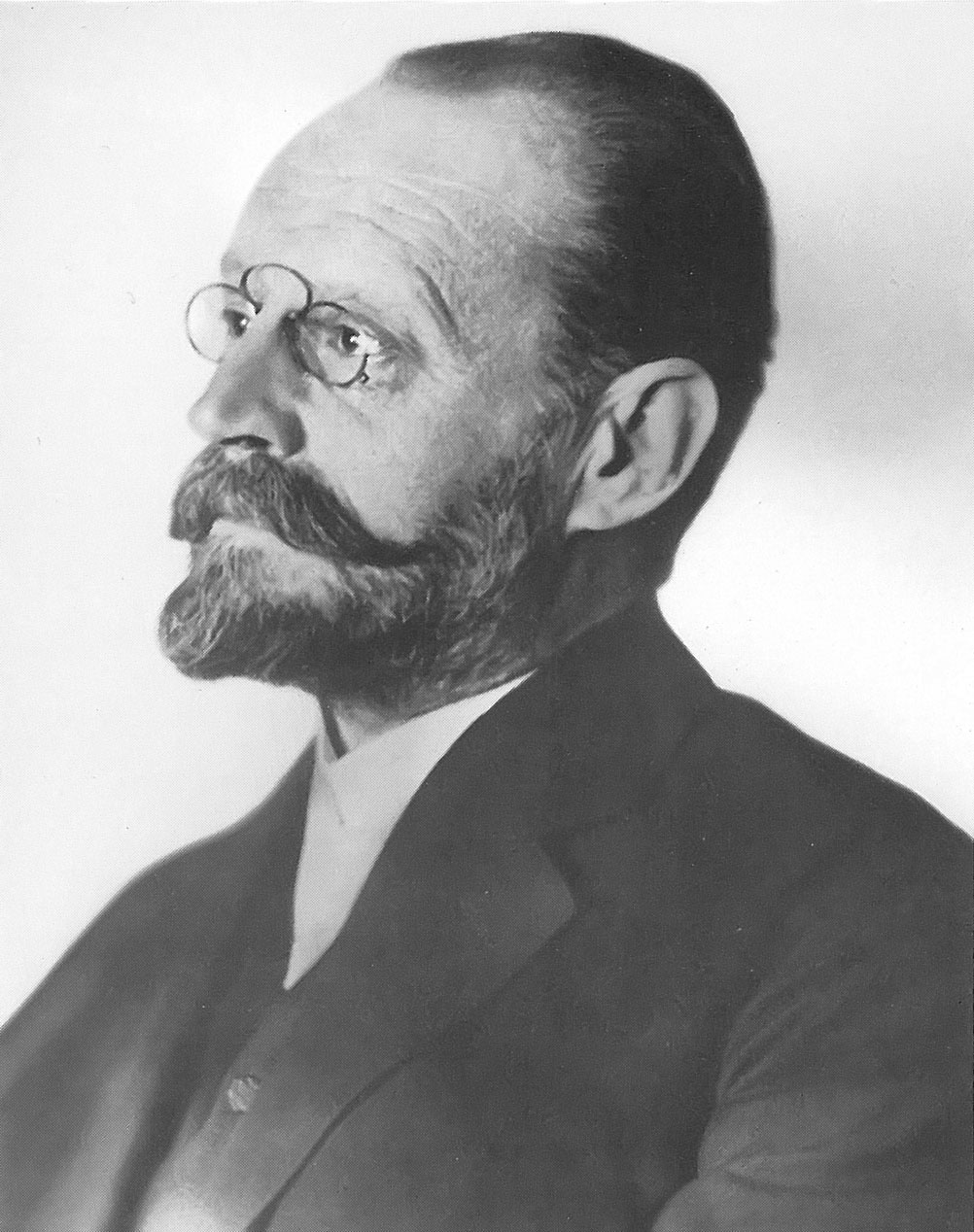
Carl Auer von Welsbach

Il castello fu costruito per volontà della famiglia Raspo nel XIII secolo e l'avamposto ad est del castello medievale fu ampliato nel XVI secolo a scopo residenziale. Nel 1432 viene ancora menzionato come castello di Raspenveld. La famiglia Raspo risiedeva solitamente nella vicina Friesach nella quale un suo membro venne menzionato già nel 1241. Liebhart Raspe era burgravio di Taggenbrunn. Dopo la sua costruzione il possesso del castello passò a Wilhelm von Pernegk che nel 1469 lo vendette a Ulrich, vescovo di Gurk. L'imperatore Federico III d'Asburgo rinunciò al suo feudo nel 1478 e da quel momento il castello entrò in pieno possesso della diocesi. L'edificio che ci è pervenuto risale in gran parte all'epoca in cui apparteneva alla diocesi di Gurk. Come avvenne con la maggior parte delle strutture fortificate medievali del paese, il castello fu trasformato secondo criteri rinascimentali che ne resero più confortevole il soggiorno. L'amministratore della diocesi nel 1530 fu Anton Salamanca-Hoyos e questi vendette il castello a Martin e Wolfgang von Feistritz. Nel 1688 Rastenfeld risultò essere tra i beni a disposizione della contessa Sidonie-Franziska von Herberstein poi, nel XVIII secolo, fu di proprietà dei baroni von Schluga. Franz-Sales Freiherr von Schluga lo vendette nel 1808 a Franz Pichler poi, nel 1850, fu ereditato dal nipote Franz Oliva. Il castello di Rastenfeld appartenne brevemente a Karl Bearzi, intorno al 1879, poi fu della diva dell'operetta viennese Marie Geistinger, che lo utilizzò principalmente per i suoi soggiorni estivi. Quando fece costruire una nuova villa a Klagenfurt, nel 1883, vendette il castello con la sua tenuta al Freiherr Carl Auer von Welsbach, noto per essere l'inventore della lampadina a gas. Il castello appartiene ancora  alla famiglia Auer von Welsbach.

## Descrizione

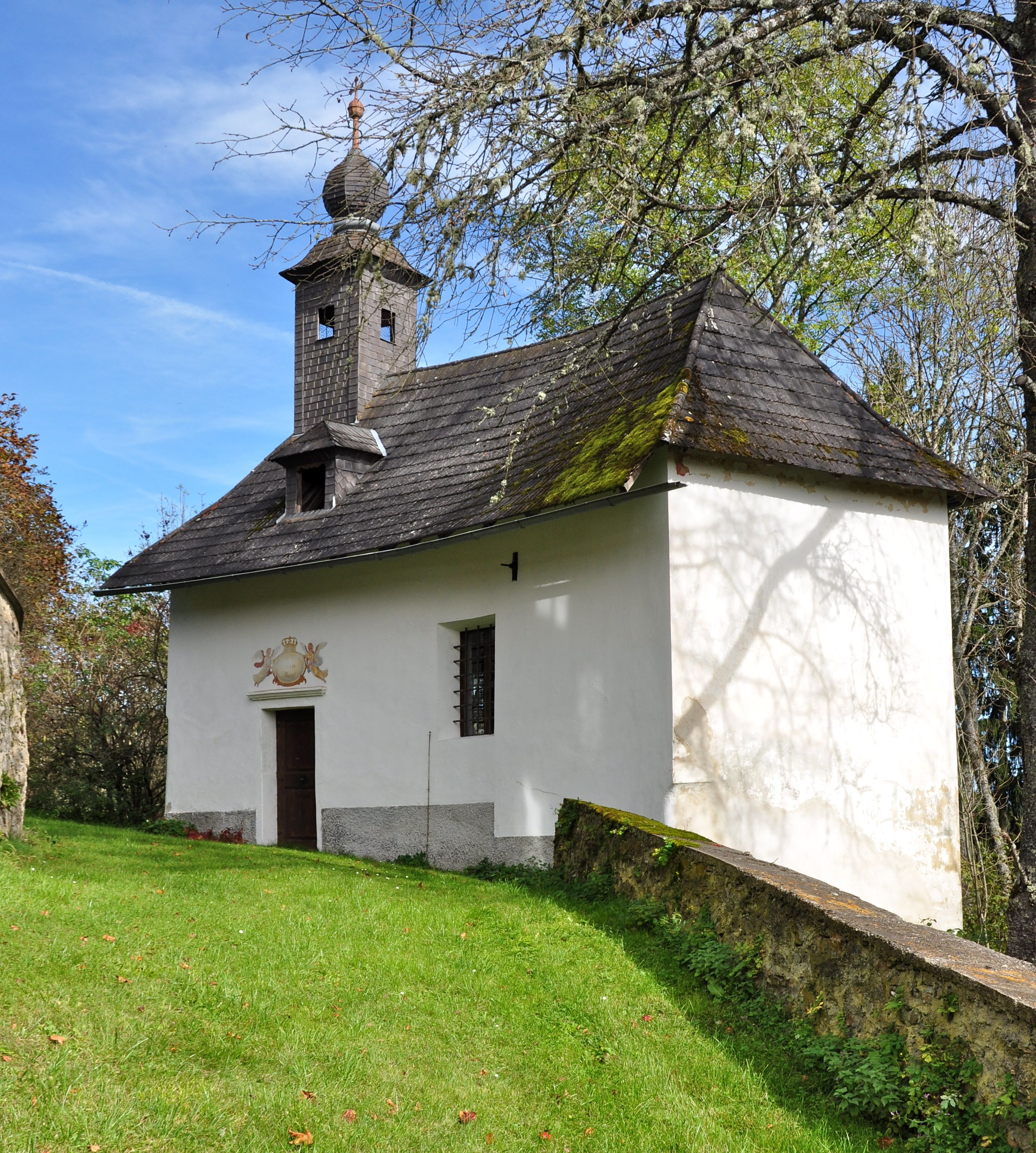
Cappella di San Giovanni Nepomuceno

### Castello
Il castello si trova in località isolata e dominante a Rastenfeld, frazione ad ovest del comune austriaco di Mölbling nel Distretto di Sankt Veit an der Glan appartenente al Land della Carinzia. La struttura è massiccia e si sviluppa su quattro piani. Offre l'immagine di una fortificazione anche grazie ai suoi portici angolari e alla pianta ottagonale irregolare e nonostante le numerose modifiche subite nel corso del tempo ha mantenuto quasi inalterata la forma di base. La planimetria rimanda direttamente al periodo della sua erezione, il XIII secolo. Dal punto di vista strettamente difensivo gli interventi più importanti sono stati realizzati con gli aggiornamenti del XV e del XVI secolo. Sono ancora conservate parti delle antiche fortificazioni, come ampi edifici nelle sue adiacenze. L'edificio racchiude un piccolo cortile accessibile attraverso due portali in stile tardogotico. La torre rettangolare che caratterizza il maniero sporge dalle facciate sud e ovest. I locali posti al piano terra hanno coperture a volta. Alcune porte e finestre conservano ancora i loro profili tardogotici anche se per lo più sono state modificate per esigenze di maggior funzionalità. Il portale principale con arco a tutto sesto è stato conservato, ed è ancora incorniciato da possenti blocchi di pietra che mantengono massicci deflettori per le ruote delle carrozze. Anche i sotterranei sono ben conservati. Essendo proprietà privata non è possibile la visita.

### Cappella di San Giovanni Nepomuceno
L'interessante cappella di San Giovanni Nepomuceno si trova appena ad est del castello. Questo piccolo luogo di culto è stato ricavato dai resti di un'antica fortificazione con volta a botte. La dedicazione al presbitero ceco proclamato santo da papa Benedetto XIII nel 1729 risale al 1773. All'interno l'abside è decorata da un baldacchino dipinto e il tabernacolo rococò risale al 1747. All'esterno, secondo lo stile del tempo, sul tetto il campanile ha una copertura a cipolla.

### Beni architettonici tutelati
Il castello di Rastenfeld e la cappella di San Giovanni Nepomuceno sono stati entrambi posti sotto tutela dei monumenti da parte della Repubblica austriaca col numero 34671.